# Vlag van Arendonk
De vlag van Arendonk werd door de gemeenteraad op 10 oktober 1988 officieel vastgesteld als de gemeentelijke vlag van de Antwerpse gemeente Arendonk. Op 13 december 1988 werd hij door het Bestuur van Vlaanderen bevestigd en uiteindelijk gepubliceerd op 8 november 1989 in het officiële Belgisch Staatsblad.
Officieel wordt de vlag beschreven als:
Blauw met een gele adelaar.
De vlag is volledig gebaseerd op het gemeentewapen en ziet er dus helemaal hetzelfde uit.

## Eerdere vlag
Voor 1989 was de vlag twee even lage banen van blauw en geel. De kleuren komen uit het wapen. De kleur blauw staat voor water (beken, vennen en vijvers) en de kleur geel voor de zanderige hoogten (kruisberg, hoge heide).

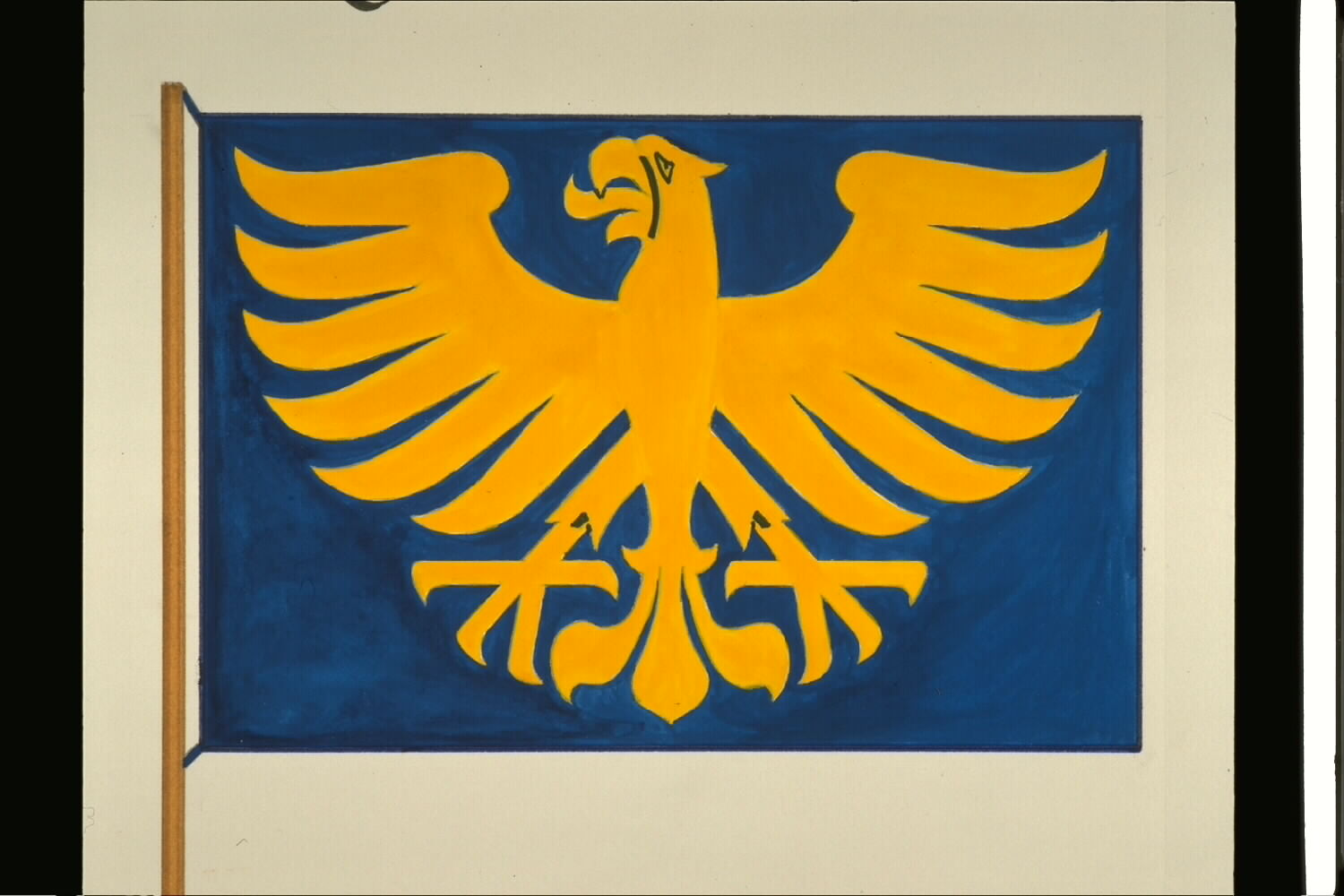
Officiële tekening van de vlag
Voorgaande vlag (tot 1989)